# ناحیه مرکزی اریحا
ناحیه مرکزی اریحا (به عربی: ناحیة مرکز أریحا) یک ناحیه در سوریه است که در منطقه اریحا واقع شده‌است. ناحیه مرکزی اریحا ۸۳٬۴۸۷ نفر جمعیت دارد.